# Otto von Keudell (Offizier)
Otto Leopold Heinrich von Keudell (* 15. April 1810 auf Gielgudiszken im vormaligen  Neuostpreußen; † 18. März 1853 in Berlin) war ein preußischer Offizier und Mitglied der Frankfurter Nationalversammlung.

## Leben
Der Sohn des Gutsbesitzers Leopold von Keudell wurde in Gnadenfrei erzogen. 1826 begann er seine militärische Laufbahn in der Preußischen Armee als Kadett in einem Kürassierregiment. Er wurde 1828 zum Portepee-Fähnrich, 1829 zum Secondeleutnant und 1841 zum Premierleutnant befördert. Keudell wechselte 1842 in ein Landwehrregiment und 1845 in ein Ulanenregiment in Königsberg i. Pr. Im selben Jahr wurde ihm die Führung der Landwehr-Eskadron in Neustettin übertragen. 1848 wurde er in den Generalstab nach Berlin versetzt. Anfang 1849 zog er als Nachfolger von Alexander von Wartensleben-Schwirsen für den 7. Wahlkreis der Provinz Pommern (Landkreis Greifenberg i. Pom.) in die Frankfurter Nationalversammlung ein. Er schloss sich keiner Fraktion an, beteiligte sich am Ausschuss für Volksbewaffnung und Heerwesen und stimmte mit dem rechten Zentrum. Im selben Jahr wurde er zum Hauptmann befördert, trat aber bald darauf in den Ruhestand. Er lebte bis zu seinem Tod 1853 bei seinem jüngsten Bruder Robert von Keudell in Berlin.